# Bryosedgwickia fragilifolia
Bryosedgwickia fragilifolia là một loài Rêu trong họ Hypnaceae. Loài này được (Dixon) W.R. Buck mô tả khoa học đầu tiên năm 1979.